# Knud Kristensen (statsminister)
 Der er flere personer med dette navn, se Knud Kristensen.
Knud Kristensen (født 26. oktober 1880 i Hover Sogn, død 29. september 1962 i Humlebæk) var dansk statsminister fra 7. november 1945 til 13. november 1947 og medlem af Folketinget fra 26. april 1920 (pga Genforeningen i 1920 det første af to folketingsvalg i 1920) til 15. januar 1949.

## Baggrund
Knud Kristensen var født i Hover ved Ringkøbing og voksede op på en gård som søn af gårdmand Ole Kristensen og hustru Kirstine Knudsen. Han tilsluttede sig tidligt partiet Venstre og var med til at opbygge Venstres Ungdom. Knud flyttede til Ødsted, en lille by ved Vejle i 1908, og boede der i få år. Ved huset er et skilt med teksten: Knud Kristensen (tidligere statsminister).
Kort tid efter, at han var kommet i Folketinget i 1920, købte han gården Biviumgård, Krogerupvej 21, Krogerup, Humlebæk. Dette betød, at han - i modsætning til andre folketingsmedlemmer, der var valgt i Jylland, - kunne passe sit landbrug på de mødefrie dage, og at han efter dagens arbejde i Folketinget kunne tage Kystbanen hjem til gården.

## Politisk karriere
Knud Kristensen blev medlem af Folketinget i 1920 og fik efterhånden betydende poster i folketingsgruppen. Han var valgt i Hornsletkredsen på Djursland. 
Kort efter besættelsen blev han i juli 1940 indenrigsminister i Staunings samlingsregering. Han fortsatte på denne post under Vilhelm Buhl efter Staunings død i maj 1942, men tog sin afsked på grund af uenighed, da Erik Scavenius i november samme år overtog statsministerposten. 
I befrielsesregeringen i 1945 blev Knud Kristensen igen indenrigsminister, og efter folketingsvalget i oktober med stærk socialdemokratisk tilbagegang kunne han danne en ren Venstre-mindretalsregering. Knud Kristensen indtog en stærkt national holdning i det sydslesvigske spørgsmål og kom efterhånden i modsætningsforhold til et flertal i Folketinget. Han forsøgte at adskille sin holdning som privatmand fra embedet som statsminister, men i oktober 1947 faldt han efter et mistillidsvotum i Folketinget. Trods en tordnende valgsejr ved folketingsvalg samme måned kunne valgsejren ikke bruges til noget på grund af de parlamentariske forhold.
Knud Kristensen blev ikke minister igen, mistede indflydelse og gik ud af Folketinget i 1949. I forbindelse med underskrivelsen af den nye grundlov i 1953 forlod han Venstre og var med til at danne det nye højreparti De Uafhængige, som han var formand for til 1956, men han blev aldrig hovedaktør i partiet.
I Bo Bojesens tegninger af Venstre-vikingerne var Knud Kristensen Sorte Knud.

## Livet efter Folketinget
Knud Kristensen fortsatte sit Sydslesvig-engagement efter sit fald som statsminister. I 1949 trådte han ind i inderkredsen i Sydslesvigsk Udvalg af 5. maj 1945 og året efter i udvalgets søsterorganisation Ejderindsamlingen, der havde til formål at finansiere et storstilet privat skolebygningsprogram langs Ejderen. Ejderindsamlingen bestod af en lille, men handlekraftig kreds. I den spillede Knud Kristensen, professor ved Landbohøjskolen Lars Hansen Larsen og skibsreder A.P. Møller hovedrollerne. Ejderindsamlingen byggede og drev på privat basis en række skoler, børnehaver, forsamlingshuse, alderdomshjem m.m. helt frem til 1969, hvor foretagendet blev lagt ind under det danske mindretalsorganisation. Knud Kristensen var med til sin død i 1962.